# Priosjorje (Kaliningrad)
Priosjorje (russisch Приозёрье, deutsch Argelothen, 1938 bis 1945 Argendorf, litauisch Argelotai) ist ein Ort in der russischen Oblast Kaliningrad. Er gehört zur kommunalen Selbstverwaltungseinheit Stadtkreis Slawsk im Rajon Slawsk.

## Geographische Lage
Priosjorje liegt sechs Kilometer südöstlich der Stadt Slawsk am linken Ufer des Flüsschens Arge (russisch: Slaja). Durch den Ort verläuft eine Nebenstraße, die die russische Fernstraße A 216 (ehemalige deutsche Reichsstraße 138, heute auch Europastraße 77) bei Nowokolchosnoje (Sandlauken, 1938 bis 1946 Sandfelde) mit der Kreisstadt verbindet. Slawsk ist auch die nächste Bahnstation. Sie liegt an der Bahnstrecke Kaliningrad–Sowetsk (Königsberg–Tilsit).

## Geschichte
Das bis 1938 Argelothen genannte Dorf bestand vor 1945 aus mehreren kleinen und großen Höfen und einer westlich des Ortes gelegenen Försterei des Staatsforsts Schnecken (heute russisch: Maiskoje). Am 26. März 1874 wurde Argelothen Amtsdorf und damit namensgebend für einen neu errichteten Amtsbezirk, der – am 18. April 1939 in „Amtsbezirk Argendorf“ umbenannt – bis 1945 zum Kreis Niederung (ab 1938 „Kreis Elchniederung“) im Regierungsbezirk Gumbinnen der preußischen Provinz Ostpreußen gehörte.
Am 6. Februar 1893 vergrößerte sich Argelothen um die Landgemeinden Alt Descherin und Lengkehlischken (beide heute nicht mehr existent), die eingemeindet wurden. Am 3. Juni – amtlich bestätigt am 16. Juli – des Jahres 1938 wurde Argelothen aus ideologisch-politischen Gründen der Vermeidung fremdländisch klingender Ortsnamen in „Argendorf“ umbenannt.
In Kriegsfolge kam der Ort 1945 mit dem nördlichen Ostpreußen zur Sowjetunion. Im Jahr 1947 erhielt er die russische Bezeichnung „Priosjorje“ und wurde gleichzeitig in den Dorfsowjet Gastellowski selski Sowet im Rajon Slawsk eingeordnet. Von 2008 bis 2015 gehörte Priosjorje zur städtischen Gemeinde Slawskoje gorodskoje posselenije und seither zum Stadtkreis Slawsk.

### Einwohnerentwicklung
| Jahr | Einwohner |
| ---- | --------- |
| 1910 | 217       |
| 1925 | 225       |
| 1933 | 219       |
| 1939 | 220       |
| 2002 | 349       |
| 2010 | 356       |

### Amtsbezirk Argelothen/Argendorf (1874–1945)
Der Amtsbezirk Argelothen (ab 1939: Amtsbezirk Argendorf) bestand zwischen 1874 und 1945. Anfangs gehörten zwölf Orte zu ihm, am Ende waren es nur noch vier Gemeinden:
| Name            | Änderungsname 1938 bis 1946 | Russischer Name | Bemerkungen                                                                   |
| --------------- | --------------------------- | --------------- | ----------------------------------------------------------------------------- |
| Alt Descherin   |                             |                 | 1893 nach Argelothen eingegliedert                                            |
| Argelothen      | Argendorf                   | Priosjorje      |                                                                               |
| Augustlauken    | Hohensprindt                |                 |                                                                               |
| Brödballen      |                             |                 | 1893 nach Puskeppeln eingegliedert                                            |
| Grünbaum        |                             |                 |                                                                               |
| Hohensprindt    |                             |                 | 1893 nach Augustlauken eingegliedert                                          |
| Kleinpödszen    |                             |                 | 1893 nach Neu Descherin eingegliedert                                         |
| Lengkehlischken |                             |                 | 1893 nach Argelothen eingegliedert                                            |
| Neu Descherin   | Deschen                     |                 |                                                                               |
| Puskeppeln      | ab 1929: Argenfelde         | Prototschnoje   | 1922 in den Amtsbezirk Neu Argeningken, Landkreis Tilsit-Ragnit, umgegliedert |
| Skaistinn       |                             |                 | 1893 nach Augustlauken eingegliedert                                          |
| Sophienhöhe     |                             |                 | 1892 nach Puskeppeln eingegliedert                                            |

Aufgrund der vielen strukturellen Veränderungen bildeten 1945 lediglich noch die Gemeinden Argendorf, Deschen, Grünbaum und Hohensprindt den Amtsbezirk Argendorf. Von ihnen existiert heute lediglich noch Priosjorje (=Argendorf).

## Kirche
Die überwiegend evangelische Einwohnerschaft von Argelothen resp. Argendorf war in das Kirchspiel der Kirche Heinrichswalde (Slawsk) eingepfarrt. Es gehörte zum Kirchenkreis Niederung (Elchniederung) in der Kirchenprovinz Ostpreußen der Kirche der Altpreußischen Union. Auch heute besteht die kirchliche Beziehung von Priosjorje nach Slawsk, das heute Pfarrsitz der Kirchenregion Slawsk ist und der Propstei Kaliningrad (Königsberg) der Evangelisch-lutherischen Kirche Europäisches Russland zugeordnet ist.

## Elisabeth-Kloster

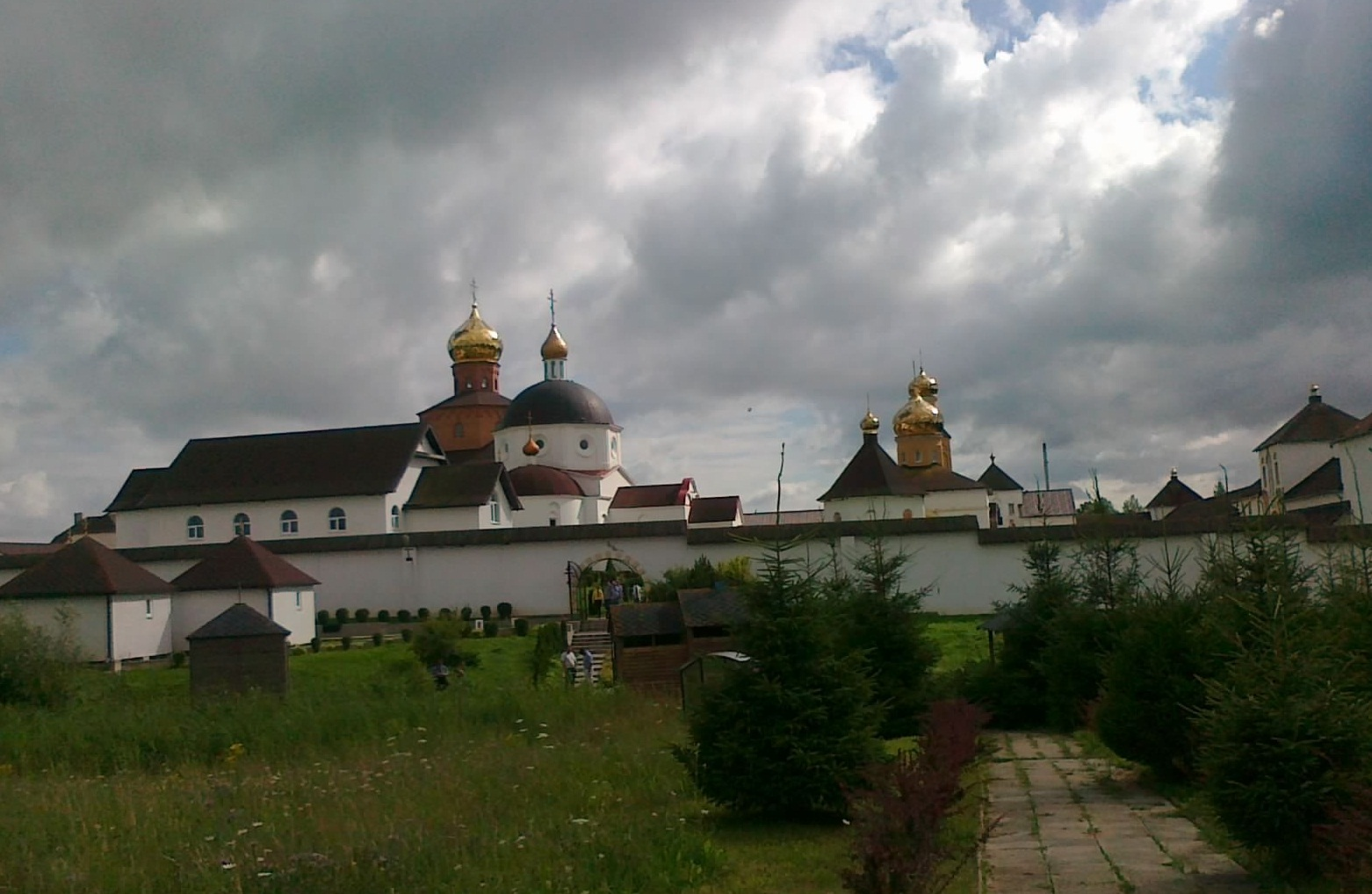
Das Kloster der Heiligen Elisabeth (2016)

Südlich von Priosjorje und noch dem Gebiet des Rajon Slawsk zugehörig hat die Russisch-orthodoxe Kirche das Kloster der Heiligen Elisabeth errichtet. Es entstand zu Beginn des 21. Jahrhunderts.